# Sizilianische Vesper

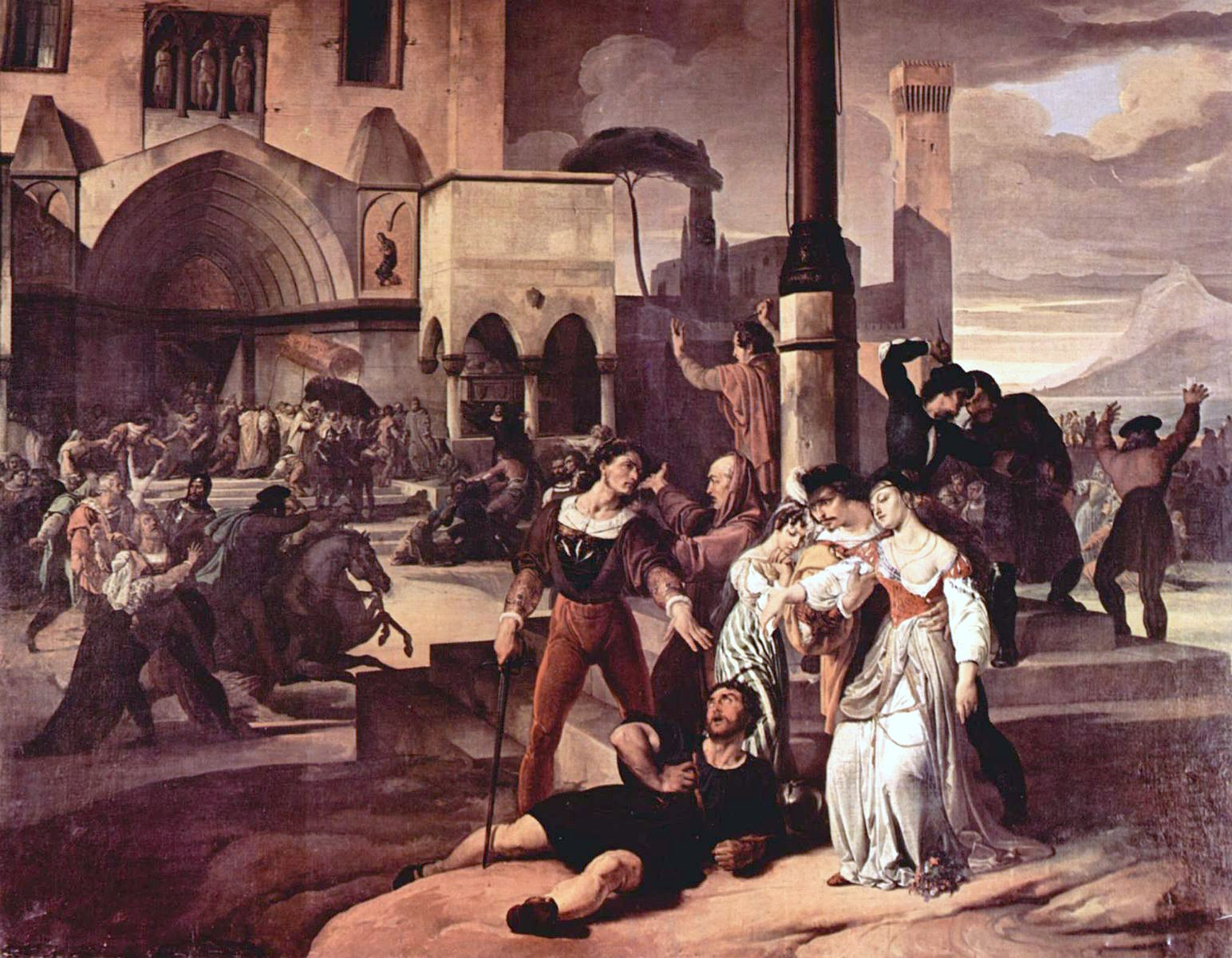
Sizilianische Vesper von Francesco Hayez, 1846

Als Sizilianische Vesper bezeichnet man die am 30. März 1282 (Ostermontag zum Zeitpunkt der Vesper) zunächst in Palermo auf Sizilien ausgebrochene und von einer Serie von Massakern an Franzosen begleitete Erhebung der sizilianischen Bevölkerung gegen die französische Herrschaft unter Karl I., die sich schnell über die ganze Insel ausbreitete und zur Vertreibung des Hauses Anjou aus Sizilien führte.

## Hintergrund
Die Ereignisse im Jahre 1282 beendeten einen schon lange andauernden Streit um die Herrschaft im Königreich Sizilien, zwischen den römisch-deutschen Königen und Kaisern aus dem Geschlecht der Staufer und einer ganzen Reihe von Päpsten, zwischen Kaisertum und Papsttum, zwischen imperium und sacerdotium. Die unangefochtene Herrschaft des Hauses Anjou im Königreich Sizilien seit 1265/1266 war nur von kurzer Dauer. Nach 1282 blieb Karl von Anjou nur noch die Herrschaft über den festländischen Anteil im Königreich Neapel, während die Insel Sizilien dem Hause Aragón zufiel. Die Herrschaft über Sizilien durch verschiedene Zweige des spanischen Königshauses dauerte bis zum Frieden von Utrecht im Jahre 1713, der den Spanischen Erbfolgekrieg beendete. Das Königreich Neapel fiel danach an das Haus Habsburg, das Königreich Sizilien an das Haus Savoyen.

## Die Konfliktparteien

### Die Staufer
1250 starb Friedrich II., der letzte Staufer, der zugleich Kaiser des Heiligen Römischen Reiches und König von Sizilien war. In seinem Testament hatte er zwar seinen Sohn Konrad IV., der bereits 1237 als Neunjähriger zum römisch-deutschen König gewählt worden war, als Universalerben eingesetzt und ihn ausdrücklich zum Amtsnachfolger im Reich, in Sizilien und Jerusalem bestimmt, aber Konrad fand im Reich kaum Unterstützung. 1246 war nach der Absetzung und Exkommunikation Friedrichs II. durch Papst Innozenz IV. zunächst Heinrich Raspe († 1247) und dann 1247 Wilhelm von Holland († 1256) von der päpstlichen Partei als Gegenkönig – erst gegen Friedrich II. und dann gegen Konrad IV. – gewählt worden. 1251 wurde auch Konrad von Innozenz exkommuniziert, die militärische Lage wurde für ihn hoffnungslos, so dass er 1252 nach Italien zog, um seine Herrschaft im Königreich Sizilien zu sichern. Er konnte zwar Neapel erobern, es gelang ihm jedoch nicht, die staufischen Ansprüche durchzusetzen, da er bereits 1254 im Heerlager bei Lavello starb.
Sein unmündiger Sohn Konradin (1252–1268) wurde unter der Obhut seines Onkels Ludwig II. von Bayern erzogen. Er trat zwar in das Erbe als Herzog von Schwaben ein, seinen Anspruch auf die römisch-deutsche Krone konnte er aber nicht durchsetzen. In Sizilien verwaltete sein Onkel Manfred, ein unehelicher Sohn Friedrichs, das Königreich, bis er 1258 die Herrschaft und den Königstitel selbst an sich riss.
Nachdem Manfred 1266 in der Schlacht bei Benevent gefallen war und sein Reich an den vom Papst begünstigten Karl I. von Anjou ging, zog Konradin 1267 auf Bitten der italienischen Stauferpartei, der Ghibellinen, selbst nach Italien, woraufhin ihn Papst Clemens IV. bannte.

### Die Päpste
Schon Papst Gregor IX. (1227–1241) war mit Friedrich II. hoffnungslos verfeindet gewesen.
Zwar wurde mit der Wahl von Coelestin IV. († 1241) noch einmal der Versuch gemacht, eine Versöhnung der Kirche mit Kaiser Friedrich II. zu erreichen. Aber nachdem Coelestin gestorben war, noch bevor er gekrönt werden konnte, bedeutete die Wahl von Papst Innozenz IV. (1243–1254) das Ende der Versöhnungspolitik, obwohl der aus einer ghibellinischen Familie stammende neue Papst zunächst als kaiserfreundlich gegolten hatte. Als er im Amt war, wurde er aber zu einem entschiedenen Verfechter des päpstlichen Machtanspruchs. Innozenz fühlte sich durch Friedrich bedroht und sah den Kirchenstaat durch den staufischen Herrschaftsanspruch in Oberitalien und im Königreich Sizilien eingekreist. Innozenz erneuerte die Lehre von der Überordnung des Papsttums über das Kaisertum, bannte den Kaiser und ließ ihn auf dem 1. Konzil von Lyon 1245 für abgesetzt erklären, rief zum Kreuzzug gegen Friedrich auf und suchte mächtige Verbündete bei den Königshäusern Europas – so übertrug er Edmund, dem zweiten Sohn Heinrichs III. von England, 1253 Sizilien als päpstliches Lehen. Dieser konnte aber seinen Anspruch nicht durchsetzen, da Konrad IV. Neapel bereits besetzt hielt.
Während der nach dem Konzil im Heiligen Römischen Reich ausbrechenden Feindseligkeiten unterstützte Innozenz die Gegenkönige Heinrich Raspe (1246–1247) und Wilhelm von Holland (1247–1256). Vor allem in Italien kam es zu hartnäckigen und blutigen Auseinandersetzungen zwischen den Anhängern des Papstes, den Guelfen, und denen des Kaisers, den Ghibellinen. Auch nach dem Tod Friedrichs II. 1250 führte Innozenz den Kampf gegen die Staufer fort und befehdete von nun an König Konrad IV. und nach dessen Tod auch dessen Halbbruder Manfred von Sizilien, den der Adel und die Stände in Sizilien als Nachfolger seines Vaters anerkannt hatten. Kurz vor seinem Tode musste Innozenz IV. noch erfahren, dass Manfred die Schlacht von Foggia gewonnen hatte.
Sein Nachfolger wurde Alexander IV. (1254–1261), der in seinem Pontifikat wie sein Vorgänger die Vormundschaft über den letzten Staufer Konradin übernahm, der seit 1254 Herzog von Schwaben und Erbe des Königreichs Sizilien war. Im Streit um die römisch-deutsche Königskrone unterstützte Alexander zunächst Alfons X. von Kastilien (1257–1284), der allerdings das Reich nie betreten hat, später stellte er sich auf die Seite von Richard von Cornwall (1257–1272), 1257 kam es daher zu einer Doppelwahl des römisch-deutschen Königs. Das Angebot an Richard, König in Sizilien zu werden, wurde mit den Worten „Ich lasse mir nicht den Mond verkaufen.“ abgelehnt.

### Anjou

#### Der Kampf um das Königreich Sizilien (bis 1268)
Danach wandte sich Papst Alexander IV. erstmals an Karl von Anjou, den jüngeren Bruder des französischen Königs Ludwig IX. (1226–1270), dessen Belehnung mit der sizilianischen Krone aber zunächst wegen zu hoher Gegenforderungen scheiterte, auch weil Ludwig IX. die Staufer zu diesem Zeitpunkt immer noch als legitime Könige Siziliens betrachtete. Die Haltung Ludwigs IX. änderte sich erst 1258, nachdem Manfred von Tarent den Thron in Palermo gegen die Rechte seines eigenen Neffen Konradin usurpiert hatte.
Da Manfred die Lehnshoheit des Papstes auf Sizilien nicht anerkannte, die Päpste dieses Recht aber weiter für sich beanspruchten, diese aber ohne Unterstützung nicht durchzusetzen war, warb auch Urban IV. (1261–1265) um Unterstützung bei den Großmächten der Zeit. Nach dem gescheiterten ersten Versuch durch Alexander IV. traf Urban IV. im Jahre 1263 schließlich mit Karl von Anjou eine Vereinbarung, ließ ihn zunächst zum Senator in Rom wählen, und nachdem dieser in die Stadt eingezogen war, vergab sein Nachfolger Clemens IV. (1265–1268) das Königreich Sizilien im August 1265 als Lehen an Karl von Anjou und krönte ihn im Januar des Jahres 1266.
Karl von Anjou konnte schon im Februar 1266 in der Schlacht bei Benevent die Truppen Manfreds entscheidend schlagen und blieb auch am 23. August 1268 gegen Konradin in der Schlacht bei Tagliacozzo siegreich. Manfred war in Benevent gefallen, seine Familie eingekerkert. Konradin konnte zwar zunächst entkommen, geriet dann aber doch in Gefangenschaft, wurde an Karl ausgeliefert und nach kurzem Prozess am 29. Oktober 1268 in Neapel enthauptet.

#### Weltreichspläne (bis 1282)

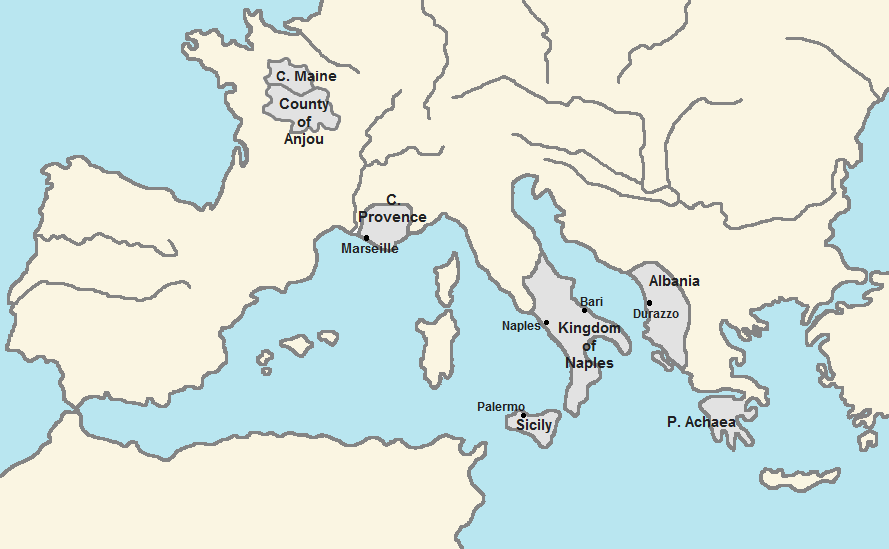
Karl von Anjous Imperium in den 1270er Jahren

Nach dem Tode des letzten Staufers konnte Karl von Anjou seine Macht voll entfalten. Er gewann erneut die Senatur in Rom, alle römischen Beamten waren ihm unterstellt, der Papst nur noch eine Figur in seinem politischen Spiel. In Sizilien errichtete er eine zentralisierte und effiziente Verwaltung und stützte sich dabei maßgeblich auf französische Beamte. Er strebte auch nach Oberitalien und machte sich dort die Intrigen rivalisierender Städte und Herren zunutze. So ergaben sich die gleichen Möglichkeiten und Pläne, die schon die Stauferkaiser verfolgt hatten, vor allem die Umklammerung des Kirchenstaates von Süden und Norden.
Als unumstrittener König von Sizilien war Karl von Anjou einer der mächtigsten Herrscher des Mittelmeerraums, der außerdem den Titel eines Königs von Jerusalem, des Königs von Albanien, des Grafen von Provence, Anjou und Maine führte, und der Regent vom Fürstentum Achaia und Oberherr von Tunis war. Dies eröffnete ihm weitreichende Möglichkeiten in Richtung Osten im Kampf gegen das unter Kaiser Michael VIII. restaurierte Byzantinische Reich.
Aber 1271 war nach dreijähriger Sedisvakanz mit Gregor X. († 1276) ein Papst gewählt worden, der für eine entscheidende Zeitspanne eine weniger franzosenfreundliche Politik verfolgte. So kam es 1274 auf dem zweiten Konzil von Lyon zu einer erzwungenen Unterbrechung seiner Pläne. Den Kriegsplan gegen den byzantinischen Kaiser (Basileus) musste Karl von Anjou aufgeben, da das Konzil den Beschluss gefasst hatte, die Einheit zwischen der westlichen und der östlichen Kirche wiederherzustellen. Der Basileus Michael VIII. hatte dieser Vereinbarung zugestimmt, weil er die Unterstützung des Papstes gegen Karl von Anjous Angriff auf das byzantinische Reich haben wollte.
Außerdem verpflichteten sich alle Parteien zu einem neuen Kreuzzug, der unter der Leitung des französischen Königs stehen sollte. Diesem Aufruf konnte sich Karl von Anjou nicht entziehen.

### Byzanz und Aragón
Neben den Parteien der Staufer, der Päpste und des Hauses Anjou traten das Kaiserreich Byzanz und das Haus Aragón hinzu.
Michael VIII. war seit 1259 byzantinischer Kaiser. Nachdem Konstantinopel von seiner Armee erobert worden war, beseitigte er das infolge des Vierten Kreuzzuges 1204 errichtete lateinische Kaisertum und begründete das byzantinische Kaisertum neu. 1267 verbündete sich Karl von Anjou mit dem vertriebenen lateinischen Kaiser Balduin und dem Fürsten von Achaia (Peloponnes) Wilhelm II. von Villehardouin zur Vorbereitung eines Feldzuges mit dem Ziel Konstantinopel. Um diese Pläne zur Wiedererrichtung des Lateinischen Kaiserreiches zu vereiteln, trat Michael VIII. in Verhandlungen mit dem Papsttum, um eine Union der orthodoxen und katholischen Kirche zu erreichen und so den Papst dazu zu bringen, jeglichen erneuten Kreuzzug nach Konstantinopel zu unterbinden. Trotz starken Widerstands aus den Reihen der Kirche, der Aristokratie und des Volkes erzwang Michael VIII. die Union und ließ sie 1274 auf dem zweiten Konzil von Lyon 1274 feierlich verkünden. Sie brachte aber nicht den erhofften Erfolg, da nachfolgende Päpste den ernsthaften Willen der Byzantiner zur Union bezweifelten. Der neue französische Papst Martin IV. gab 1281 die Zustimmung zu Karls geplantem Kreuzzug und exkommunizierte Michael VIII. Der byzantinische Kaiser trat daraufhin in Kontakt zu König Peter III. von Aragon, einem alten Feind von Karl von Anjou, sowie mit oppositionellen Gruppen in Sizilien.
Peter III. hatte 1262 Konstanze, die Tochter Manfreds von Sizilien, geheiratet. Das war die Basis, um 1282 anlässlich der Sizilianischen Vesper die Insel Sizilien der staufischen Nachkommenschaft zu erhalten.

## Die Sizilianische Vesper
Die Mehrzahl der Zeitgenossen hatte schon 1268 die ungerechte Hinrichtung des schwäbischen Prinzen Konradin als ein ungeheuerliches Verbrechen aufgefasst, als eine Überschreitung der Schranken, die den Völkern seit Jahrhunderten von Recht und Sitte gezogen worden waren. In den folgenden Jahren brachten die Franzosen die einheimische Bevölkerung durch harte Machtausübung und ihr als übermütig wahrgenommenes Betragen dergestalt gegen sich auf, dass die Unterdrückten mit Peter III., König von Aragonien, in Verbindung traten und sich verschworen, die französische Herrschaft abzuwerfen.
Bereits im Vorfeld der Erhebung wurde die wachsende Unzufriedenheit der Sizilianer gegen die Franzosen vom byzantinischen Kaiser geschürt und finanziell unterstützt, der darin die einzige Möglichkeit sah, der Bedrohung durch Karl von Anjou zu entgehen.
In dieser entscheidenden Situation brach am 30. März 1282 in Palermo und Corleone eine Revolte der Bevölkerung gegen die französischen Beamten aus, die schnell auf andere Städte Siziliens übergriff. Messina, die zweite wichtige Festung auf Sizilien, schloss sich der Revolte aber erst am 28. April an.
Giovanni da Procida, ehemals Leibarzt von Friedrich II., hatte am aragónesischen Hof entscheidend zur Vorbereitung der Verschwörung beigetragen. Zum Ausbruch kam dieser Aufstand aber eher spontan und wohl auch verfrüht. Eine große Bevölkerungsmenge hatte sich zur Zeit der Vesper auf dem Platz vor der Kirche Santo Spirito versammelt, um am Gottesdienst teilzunehmen, als eine Gruppe Franzosen sich unter die Menge mischte. Ein Sergeant begann damit, eine Frau mit seinen Zudringlichkeiten zu belästigen, bis der Ehemann über ihn herfiel und ihn erdolchte. Die anderen Franzosen, die hinzustürzten, sahen sich von einer wütenden und bewaffneten Menge umringt. Nicht einer überlebte – über 8.000 Franzosen wurden an diesem Tage getötet. Procida wurde 1283 zum Statthalter in Sizilien ernannt.

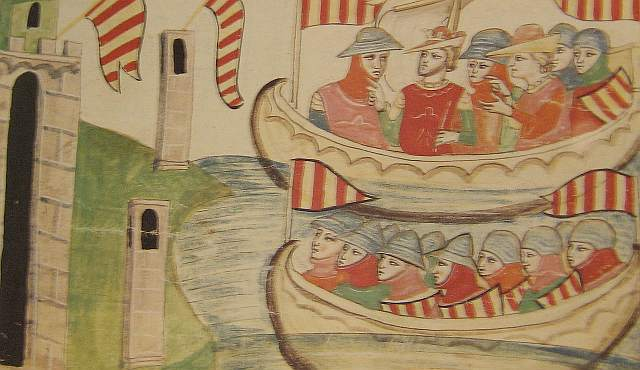
Peters Flotte landet in Trapani. Peter trägt eine Krone. (Biblioteca Vaticana)

Karl nahm den Aufstand ernst, als am 30. August 1282 der aragonesische König bei Trapani, im Westen Siziliens, landete und sich nach einem Marsch die Küste entlang in Palermo zum König von Sizilien proklamieren ließ.
Angesichts der massiven Bedrohung durch Peter von Aragón reiste Karl Anfang des Jahres 1283 nach Frankreich. Dort arrangierten beide Herrscher ein gerichtliches Duell mit einhundert Rittern auf beiden Seiten, um einen längeren Krieg gegeneinander zu verhindern. Der Ausgang des Duells, welches am 1. Juni 1283 in Bordeaux stattfand, beendete jedoch nicht den Krieg. Im Juli desselben Jahres wurde Karls Flotte bei Malta vernichtet, woraufhin die Aragonier die Küste des italienischen Festlandes überfielen und den Hafen von Neapel abriegelten. Karl machte seinen Einfluss auf seinen Neffen, König Philipp III., geltend und bewog ihn zu einem Kreuzzug gegen Aragón. Papst Martin IV. hatte seinen Segen zu solch einem Kreuzzug gegeben, indem er Peter exkommuniziert und all seines Besitzes für verlustig erklärt hatte. Unterdessen erlitt Karls gleichnamiger Sohn, den er als Regenten zurückgelassen hatte, in der Bucht von Neapel am 5. Juni 1284 eine schwere Niederlage gegen die aragonesische Flotte und geriet in Gefangenschaft. Karl kehrte nur drei Tage später nach Neapel zurück, nachdem er Peter III. nicht wieder von der Insel hatte vertreiben können, und war fortan mit der Verteidigung seines Festlandbesitzes um Kalabrien und Apulien beschäftigt. Dort machte er Neapel zur Hauptstadt des ihm verbliebenen Teils des Königreichs Sizilien. Er starb am 7. Januar 1285 in Foggia.
Nach zwanzig Jahren diplomatischer und auch kriegerischer Auseinandersetzungen wurde im Frieden von Caltabellotta das alte Königreich Sizilien in Insel und Festlandteil aufgeteilt.
Die angevinischen Versuche, die Insel zurückzugewinnen, gingen aber auch danach weiter. Erst mit dem Vertrag von Aversa im Jahre 1372 gelang ein dauerhafter Frieden, auch wenn der König von Sizilien (das nun Trinacria genannt wurde) den Papst und den König von Neapel als Oberherren anerkennen musste. Mit dem erbenlosen Tod von König Martin I. von Sizilien übernahm dessen Vater, König Martin I. von Aragón, 1409 die Herrschaft auf Sizilien. Er begründete damit die Personalunion der Krone Siziliens mit der aragónesischen Krone. Die Könige wurden auf der Insel von eingesetzten Vizekönigen vertreten. 1442 gelang es Alfons V. von Aragón nach fünfjährigem Kampf, vom Papst Eugen IV. auch mit Neapel belehnt zu werden.

## Folgen
Dieser Aufstand hatte eine große politische Tragweite für die gesamte Mittelmeerregion von Italien, Griechenland, Spanien, Frankreich und dem Heiligen Land. Die sizilianische Vesper brachte Karls Pläne zur Errichtung eines Großreichs zu Fall. Seine Nachkommen konnten sich lediglich in Süditalien mit der Hauptresidenz Neapel behaupten, spielten aber in der Politik Europas nur noch eine untergeordnete Rolle und verzettelten sich in blutigen Intrigen untereinander. Auch die Herrschaft in Akkon ging 1286 verloren, nachdem der angevinische Statthalter die Zitadelle der Stadt an König Heinrich II. von Zypern ausgehändigt hatte. Der Anspruch auf das Königreich von Jerusalem blieb unter Karls Nachkommen nur noch in ihrer Titulatur erhalten.
Für das Byzantinische Reich brachte das Ende Karls eine Atempause für die kommenden einhundertfünfzig Jahre, bis es von den Osmanen erobert wurde.
Der Verlust Siziliens an Aragón kennzeichnete den Beginn der aragonesischen Dominanz im westlichen Mittelmeer, in Süditalien und in Griechenland.

## Anekdote
Im 16. Jahrhundert rühmte sich der französische König Heinrich IV. gegenüber dem spanischen Botschafter, er könne leicht Spanien in Italien demütigen. „Ich werde in Mailand frühstücken“, sagte er, „und in Rom zu Mittag speisen.“ „Dann“, antwortete der Botschafter, „werden Eure Majestät unzweifelhaft rechtzeitig zur Vesper in Sizilien sein.“

## Neuzeitliches Nachwirken
Im Zuge des Risorgimento war die Sizilianische Vesper ein sehr beliebtes Motiv und wurde als erster Vorläufer der italienischen Einheits- und Freiheitsbewegung gesehen. In der vierten Strophe der 1847 geschriebenen Hymne Fratelli d’Italia wird sie auch erwähnt. Dabei übersah Goffredo Mameli, dass die Vesper kurzfristig eine weitere Teilung des Landes brachte und nur einen Fremdherrscher (Anjou/Frankreich) durch einen anderen (Königreich Aragón/Spanien) ersetzte.
Die 1855 in Paris uraufgeführte Oper Les vêpres siciliennes (italienisch I vespri siciliani) von Giuseppe Verdi thematisiert die Sizilianische Vesper. Bereits vor Verdi komponierte Peter Joseph von Lindpaintner eine Oper über die Sizilianische Vesper, die 1843 uraufgeführt wurde.
Erst der Zug der Tausend des Giuseppe Garibaldi durch Sizilien leitete 1860 die Einigung Italiens ein.